# Автомагістраль A2 (Англія)
Автомагістраль A2 — головна автомагістраль в південно-східній Англії, що з’єднує Лондон із портом Дувр у Ла-Манші в графстві Кент. Цей маршрут завжди був важливим як сполучення між Лондоном і морськими торговими шляхами до континентальної Європи. Спочатку вона була відома як Дуврська дорога. Автомагістраль M2 замінила частину A2 як стратегічний маршрут.
На відміну від інших однозначних доріг А у Великій Британії, A2 не є межею зони. Межею між зонами 1 і 2 є річка Темза.

## Історія маршруту

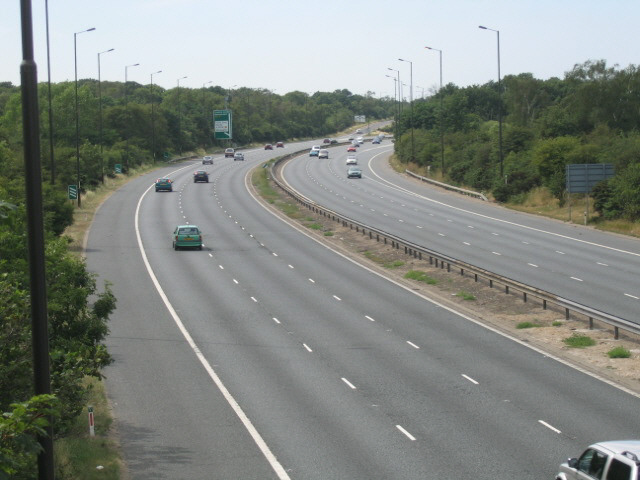
A2 на Лейтон-Кросі

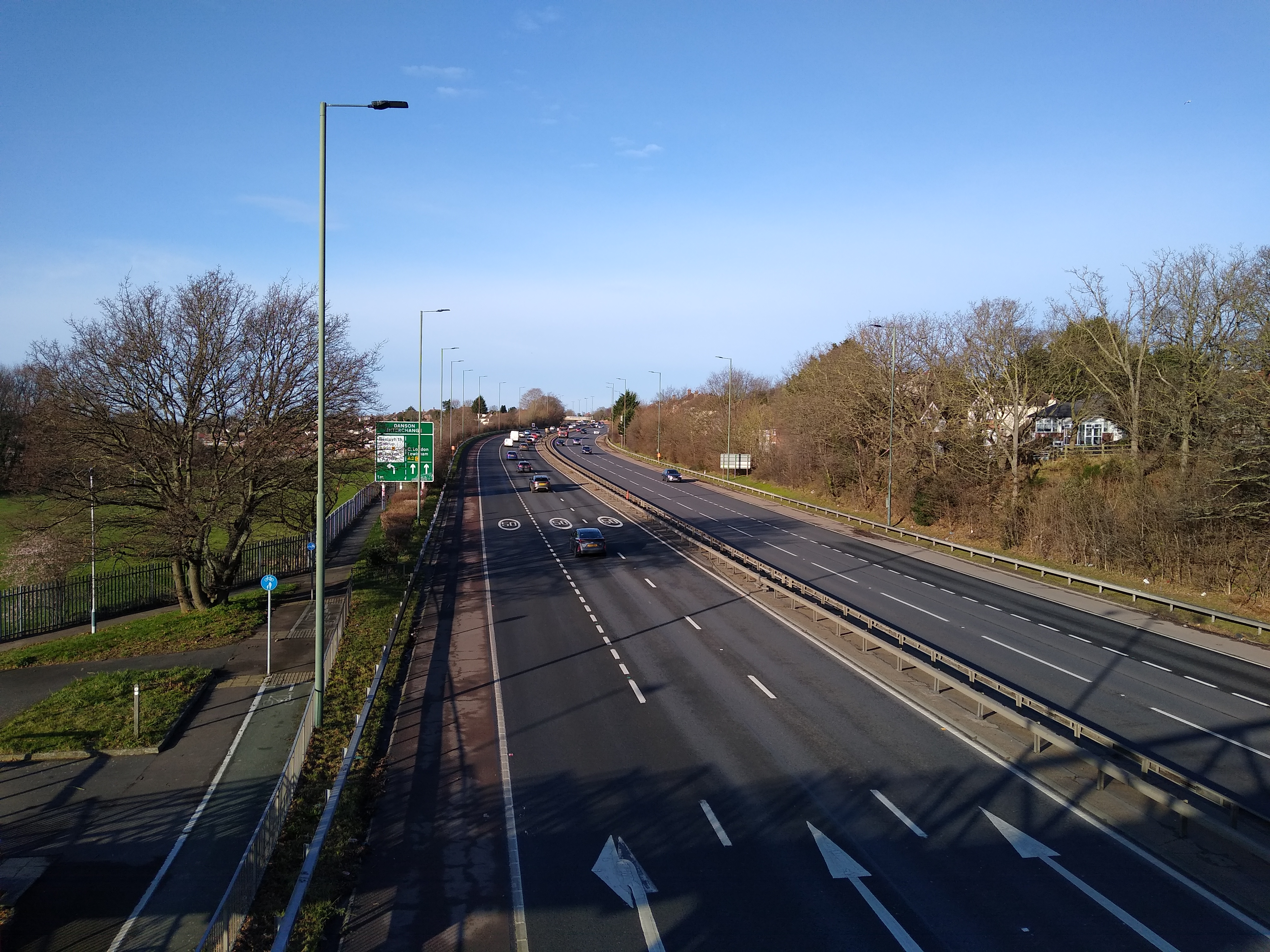
Дорога А2 у Бекслі

Маршрут нинішньої A2 пролягає подібно до маршруту стародавньої кельтської колії. Це був важливий маршрут для римлян, що з’єднував Лондон із Кентербері та трьома портами Ла-Маншу: Рутупіє (нині Річборо), Дубріс (нині Дувр) і Портус Леманіс (сучасний Лімпн). Він мав річкові переходи в Рочестері через річку Медвей; Дартфорд (річка Дарент) і Крейфорд (річка Крей). Римляни проклали дорогу та побудували перший Рочестерський міст через Медвей. Доступ до Лондона здійснювався через Лондонський міст, який вперше був побудований римлянами в 50 році нашої ери. Дорога з’явилася в Маршруті Антоніна, сучасній карті римських доріг у Британії, як «Item a Londinio ad portum Dubris».
A2 починається в Боро в центрі Лондона, на перехресті з A3, біля церкви Святого Георгія Мученика. Залишки невеликого римського храму були розкопані на площі Табард у 2003 році. A2 у цій точці називається Great Dover Street і є єдиною частиною A2 у зоні стягнення плати за затори. У кінці дороги вона зустрічається з Лондонською внутрішньою кільцевою дорогою та стає основним маршрутом. A2 прямує вздовж Old Kent Road у напрямку New Cross, де A20 відривається. A2 продовжує рух на схід через Дептфорд і Блекхіт, доки не прибуде до розв’язки Шутерс-Хілл з A102 біля Гринвічу. Було визначено, що ділянка римської дороги проходить через Гринвіцький парк на трасі з парком Ванбруг.